# Bieriņi
Bieriņi est un voisinage de la banlieue de Zemgale à Riga en Lettonie.

## Géographie
Le quartier de Bieriņi est situé dans la partie sud-ouest de Riga. 
Il voisine les quartiers de Pleskodāle, Āgenskalns, Torņakalns et Atgāzene, ainsi que le novads de Mārupe du comté de Mārupe. 
Le quartier est limité par les rues Sīpeles iela, Upesgrīvas iela, Kārļa Ulmaņa gatve, Liepājas iela et la rivière Mārupīte.
La superficie totale du quartier de Bieriņi est de 4,274 km2, soit environ 20% de moins que la superficie moyenne des quartiers de Riga. 
La longueur du périmètre du quartier est de 8 921 mètres.
Les bâtiments sont pour la plupart des maisons individuelles.

## Transports
- Bus: 	 	7, 10, 25, 55, 56
- Trolleybus: